# HAGH
HAGH (англ. Hydroxyacylglutathione hydrolase) – білок, який кодується однойменним геном, розташованим у людей на короткому плечі 16-ї хромосоми. Довжина поліпептидного ланцюга білка становить 308 амінокислот, а молекулярна маса — 33 806.
| 10         |  | 20         |  | 30         |  | 40         |  | 50         |
| ---------- |  | ---------- |  | ---------- |  | ---------- |  | ---------- |
| MVVGRGLLGR |  | RSLAALGAAC |  | ARRGLGPALL |  | GVFCHTDLRK |  | NLTVDEGTMK |
| VEVLPALTDN |  | YMYLVIDDET |  | KEAAIVDPVQ |  | PQKVVDAARK |  | HGVKLTTVLT |
| THHHWDHAGG |  | NEKLVKLESG |  | LKVYGGDDRI |  | GALTHKITHL |  | STLQVGSLNV |
| KCLATPCHTS |  | GHICYFVSKP |  | GGSEPPAVFT |  | GDTLFVAGCG |  | KFYEGTADEM |
| CKALLEVLGR |  | LPPDTRVYCG |  | HEYTINNLKF |  | ARHVEPGNAA |  | IREKLAWAKE |
| KYSIGEPTVP |  | STLAEEFTYN |  | PFMRVREKTV |  | QQHAGETDPV |  | TTMRAVRREK |
| DQFKMPRD   |  |            |  |            |  |            |  |            |

A: Аланін

C: Цистеїн

D: Аспарагінова кислота

E: Глутамінова кислота

F: Фенілаланін

G: Гліцин

H: Гістидин

I: Ізолейцин

K: Лізин

L: Лейцин

M: Метіонін

N: Аспарагін

P: Пролін

Q: Глутамін

R: Аргінін

S: Серин

T: Треонін

V: Валін

W: Триптофан

Кодований геном білок за функцією належить до гідролаз. 
Задіяний у таких біологічних процесах, як ацетилювання, альтернативний сплайсинг. 
Білок має сайт для зв'язування з іонами металів, іоном цинку. 
Локалізований у цитоплазмі, мітохондрії.